# Ian Mearns
James Ian Mearns (né le 21 avril 1957), est un homme politique du parti travailliste britannique. Il est député de Gateshead de 2010 à 2024,.

## Jeunesse
Né à Newcastle upon Tyne d'un ancien combattant de la Seconde Guerre mondiale, il est élevé comme catholique et fait ses études à l'école primaire St Mary's RC (Forest Hall) et échoue à l'examen 11 + à l'école technique St Mary's RC (Newcastle). Il est supporter de Newcastle United FC depuis plus de 50 ans.

## Origines politiques
Dans les années 1980, Mearns est membre puis président de la région du Nord des jeunes socialistes du Parti travailliste et partisan de la tendance militante. Il cesse d'être un partisan du groupe avant de devenir conseiller de Gateshead en 1983, comme représentant du quartier de Saltwell jusqu'en 2010. Au cours de cette période, il préside le comité de l'éducation du conseil de Gateshead et le cabinet du conseil avant de devenir chef adjoint du conseil en 2002.

## Carrière parlementaire
Mearns est élu au Parlement en 2010 avec une majorité de 12 549 voix, pour un siège de Gateshead créé par des changements de limites. Avec ses collègues nouveaux députés du Nord-Est Ian Lavery et Grahame Morris, Mearns est perçu comme étant de l'aile gauche du parti travailliste. Il est l'un des 16 signataires d'une lettre ouverte adressée à Ed Miliband en janvier 2015 appelant le parti à s'engager à s'opposer à davantage d'austérité, à ramener les emprises ferroviaires dans la propriété publique et à renforcer les accords de négociation collective.
Au Parlement, il siège au Comité spécial de l'éducation et au Comité des affaires d'arrière-ban au Parlement de 2010-2015. Il est membre du comité du projet de loi pour HS2, qu'il critique pour avoir traité les résidents du nord-est et d'autres régions non desservies par la ligne comme des «citoyens de moindre importance».
En mars 2013, Mearns démissionne de son poste de PPS d'Ivan Lewis pour défier les consignes du whip travailliste et voter contre le projet de loi sur les demandeurs d'emploi (retour au travail) qui modifiait rétroactivement les règles du DWP relatives au travail au Royaume-Uni.